# Bahnhofstraße 3 (Quedlinburg)

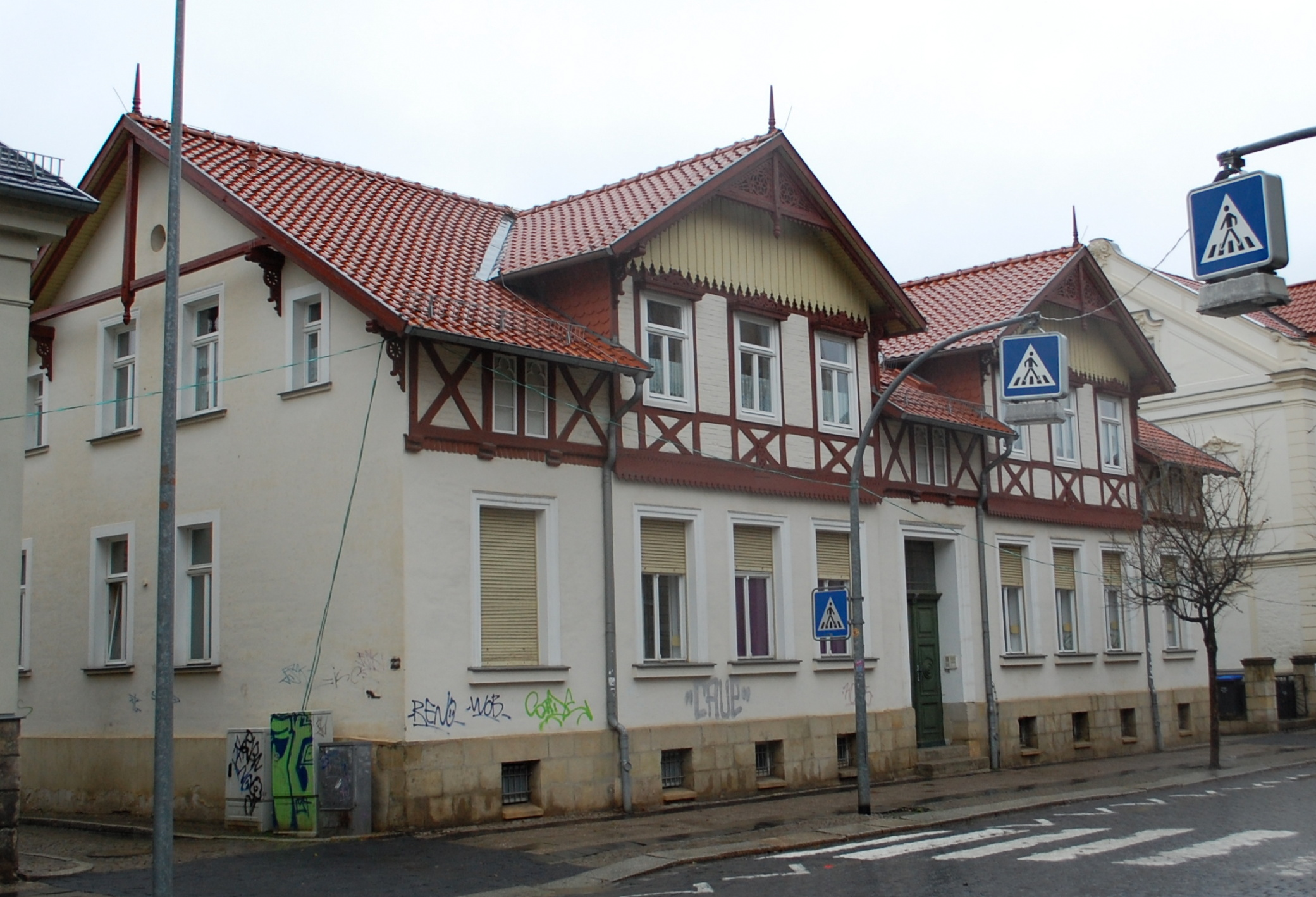
Villa Bahnhofstraße 3

Das Haus Bahnhofstraße 3 ist ein denkmalgeschütztes Gebäude in der Stadt Quedlinburg in Sachsen-Anhalt.

## Lage
Das Gebäude ist im Quedlinburger Denkmalverzeichnis als Villa eingetragen und befindet sich südöstlich der historischen Quedlinburger Altstadt.

## Architektur und Geschichte
Die Villa entstand im Jahr 1870 als eines der ersten Gebäude der Straße. Bauherr und Bauausführender war Robert Riefenstahl. Das untere Stockwerk weist eine streng symmetrische spätklassizistische Gliederung auf. Das in Fachwerkbauweise errichtete Dachgeschoss verfügt über einen Kniestock sowie zwei Zwerchhäuser. Hier kamen als Zierelement auch Laubsägearbeiten zum Einsatz. Die mittig gelegene Hauseingangstür ist kassettiert.
Auch die seitliche Grundstückseinfriedung gehört zum Baudenkmal.